# Aries Merritt
Aries D'Andre Merritt (Chicago, 24 luglio 1985) è un ostacolista statunitense.
È detentore del record mondiale dei 110 metri ostacoli con il tempo di 12"80, ottenuto il 7 settembre 2012 al Memorial Van Damme di Bruxelles (valido per il circuito della IAAF Diamond League).
In carriera ha vinto la medaglia d'oro nei 110 metri ostacoli ai Giochi olimpici di Londra 2012 ed ai Mondiali juniores di Grosseto 2004, nonché un titolo mondiale indoor nei 60 metri ostacoli a Istanbul 2012.

## Record mondiali

### Seniores
- 110 metri ostacoli: 12"80 ( Bruxelles, 7 settembre 2012)

## Progressione

### 110 metri ostacoli
| Stagione | Tempo | Luogo          | Data      | Rank. Mond. |
| -------- | ----- | -------------- | --------- | ----------- |
| 2018     | 13"37 | Székesfehérvár | 2-7-2018  | 25º         |
| 2017     | 13"09 | Londra         | 9-7-2017  | 4º          |
| 2016     | 13"22 | Eugene         | 9-7-2016  | 13º         |
| 2015     | 13"04 | Pechino        | 28-8-2015 | 6º          |
| 2014     | 13"27 | Eugene         | 26-7-2014 | 17º         |
| 2013     | 13"09 | Saint-Denis    | 6-7-2013  | 5º          |
| 2012     | 12"80 | Bruxelles      | 7-9-2012  | 1º          |
| 2011     | 13"12 | Eugene         | 25-6-2011 | 5º          |
| 2011     | 13"12 | Oslo           | 9-6-2011  | 5º          |
| 2010     | 13"61 | Houston        | 27-3-2010 | 70º         |
| 2009     | 13"15 | Eugene         | 27-5-2009 | 7º          |
| 2008     | 13"24 | New York       | 31-5-2008 | 10º         |
| 2007     | 13"09 | Stoccolma      | 7-8-2007  | 6º          |
| 2006     | 13"12 | Losanna        | 11-7-2006 | 6º          |
| 2005     | 13"38 | Nashville      | 15-5-2005 | 21º         |
| 2004     | 13"47 | Austin         | 11-6-2004 | 42º         |

## Palmarès

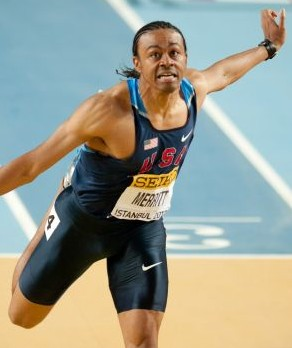
Aries Merritt in occasione dei vittoriosi Mondiali indoor di

| Anno | Manifestazione    | Sede       | Evento   | Risultato | Prestazione | Note                                     |
| ---- | ----------------- | ---------- | -------- | --------- | ----------- | ---------------------------------------- |
| 2004 | Mondiali juniores | Grosseto   | 110 m hs | Oro       | 13"56       |                                          |
| 2009 | Mondiali          | Berlino    | 110 m hs | Batteria  | 13"70       |                                          |
| 2011 | Mondiali          | Taegu      | 110 m hs | 5º        | 13"67       |                                          |
| 2012 | Mondiali indoor   | Istanbul   | 60 m hs  | Oro       | 7"44        |                                          |
| 2012 | Giochi olimpici   | Londra     | 110 m hs | Oro       | 12"92       | Miglior prestazione personale            |
| 2013 | Mondiali          | Mosca      | 110 m hs | 6º        | 13"31       |                                          |
| 2015 | Mondiali          | Pechino    | 110 m hs | Bronzo    | 13"04       | Miglior prestazione personale stagionale |
| 2017 | Mondiali          | Londra     | 110 m hs | 5º        | 13"31       |                                          |
| 2018 | Mondiali indoor   | Birmingham | 60 m hs  | 4º        | 7"56        |                                          |

## Campionati nazionali
- 1 volta campione nazionale dei 110 metri ostacoli (2012)
- 2 volte campione nazionale indoor dei 60 metri ostacoli (2012, 2017)

## Altre competizioni internazionali
2006
- 6º alla World Athletics Final ( Stoccarda), 110 m hs - 13"25

2008
- 4º alla World Athletics Final ( Stoccarda), 110 m hs - 13"56

2012
- Oro al Memorial Van Damme ( Bruxelles), 110 m hs - 12"80
- Vincitore della Diamond League nella specialità dei 110 m hs (18 punti)

2017
- Oro al Golden Gala Pietro Mennea ( Roma), 110 m hs - 13"13